# Time Crisis 3
Time Crisis 3 est un jeu vidéo de tir au pistolet (type rail shooter) développé par Nextech et édité par Namco. Le jeu est disponible depuis 2002 sur borne d'arcade, puis 2003 sur PlayStation 2. Il est le troisième opus de la série Time Crisis.

## Synopsis
Lukano, une petite île paisible, est envahi par la fédération zagorienne menée par Giorgio Zott, un homme qui souhaite lancer des missiles tactiques stocké sur celle-ci.
Alan Dunaway et Wesley Lambert, deux agents du V.S.S.E., sont envoyés pour rendre à l'île sa liberté. Les agents seront rejoints par Alicia Winston, cadette dans l'armée souhaitant libérer Lukano et Astigos (elle sera uniquement jouable sur le portage Playstation 2 avec des phases de sniper). Cette dernière veut libérer son armée et son frère, Daniel Winston, un rebelle capturé par Giorgio Zott.

## Personnages
- Alan Dunaway: le joueur "rouge" il possède une veste rouge et blanche il est brun.
- Wesley Lambert: le joueur "bleu" il possède une veste bleu et noir il est blond.
- Alicia Winston: une cadette chez les rebelles qui aide le V.S.S.E. et désire libérer son frère.
- Wild Dog: Le mercenaire est de retour, engagé par Giorgio Zott. Il est fiché au V.S.S.E et considéré comme dangereux. Il a installé de nouvelle armes sur son bras mécanique qui fait lance-roquettes et lance-flammes, il possède un Mauser C96.
- Wild Fang: Afin d'équilibrer le combat, Wild Dog est épaulé par Wild Fang lors de son combat avec les deux agents du V.S.S.E. Il est doué pour les arts martiaux et possède une force brute malgré son air faible, il est aussi équipé d'un Mauser C96 modifié.
- Giorgio Zott: L'opposant final, il souhaite lancer des missiles tactiques, il se bat avec un MP5 et un sabre.

## Nouveautés
Des nouveautés ont été ajoutées par rapport aux versions précédentes :
- Quatre armes sont disponibles : arme de poing, mitrailleuse, fusil à pompe et lance-grenade (chaque arme possède une particularité).
- Temps augmenté : désormais, le joueur dispose d'une minute pour chaque phase de tir (le temps a donc été augmenté de vingt secondes).
- partie sniper : le joueur peut jouer avec un sniper avec Alicia Winston en mode sauvetage